# Újpest
Újpest je IV. obvod Budapešti, hlavního města Maďarska. Nachází se na levém břehu řeky Dunaj. Byla postavena na okraji města Pešť, podle něhož také dostala svůj název Újpest, což znamená „Nový Pešť“. Status města Újpest dostala v roce 1907 a roku 1950 se spojila s Budapeští a stala se součástí metropolitní oblasti Velká Budapešť.

## Obvod
IV. obvod se skládá z šesti částí. Kromě samotné Újpesti zahrnuje také čtvrti Megyer, Káposztásmegyer, Istvántelek, Székesdűlő a severní část ostrova Népsziget.

## Partnerská města
- Marzahn-Hellersdorf, Berlín, Německo
- Chalkis, Řecko
- Tyresö, Švédsko

## Sport
- Újpest FC, fotbalový tým
- Újpesti TE, hokejový tým
- Újpesti Törekvés SE, fotbalový tým
- Újpesti MTE, fotbalový tým
- Újpesti TE, tým vodního póla

## Galerie

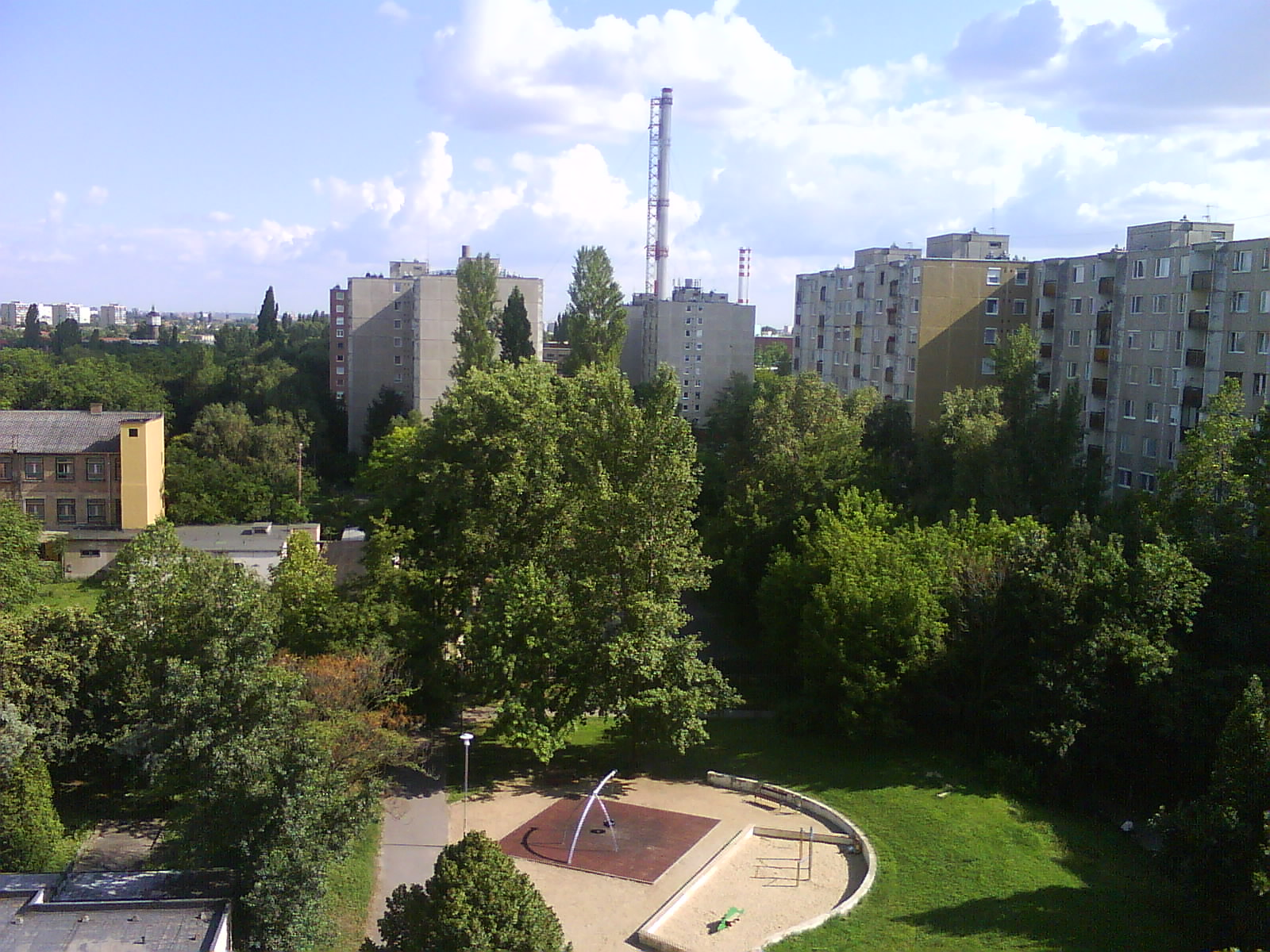
Městský park
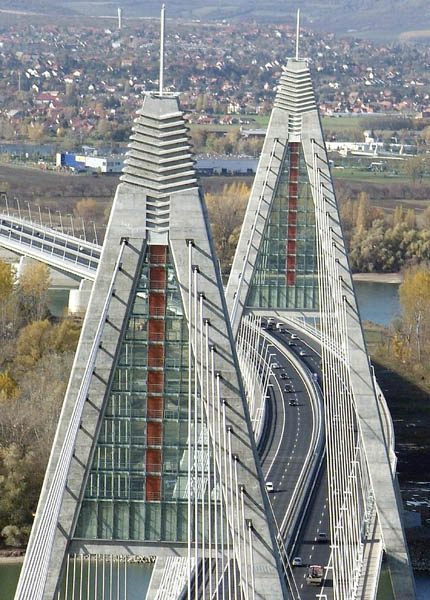
Megyerský most
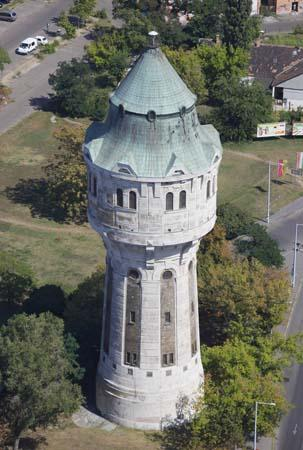
Vodní věž
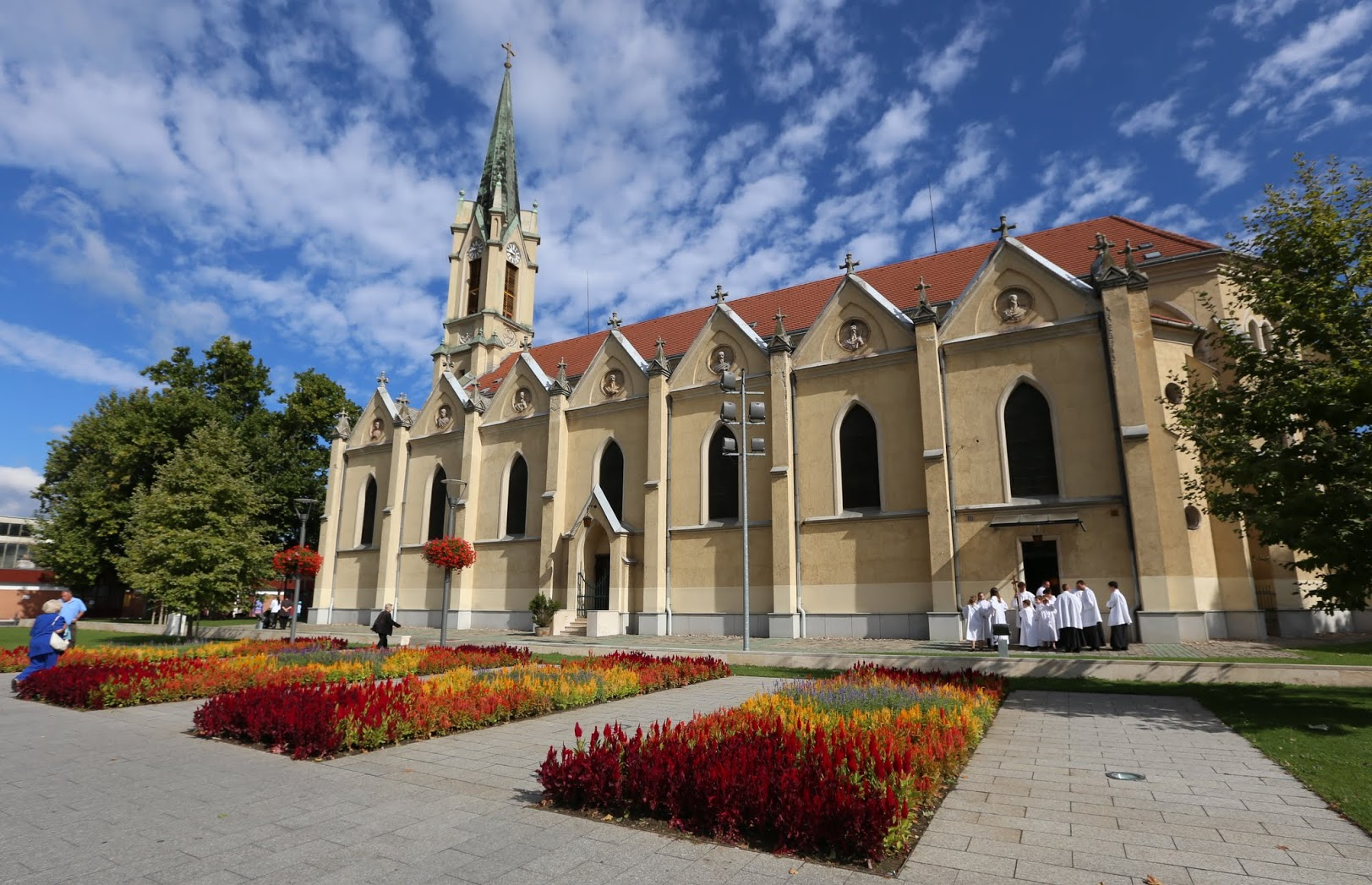
Místní kostel